# Pyrausta neglectalis
Pyrausta neglectalis là một loài bướm đêm trong họ Crambidae.